# パシフィックコーストリーグ
パシフィックコーストリーグ（Pacific Coast League）は、アメリカ合衆国のマイナーリーグ（MiLB）の野球リーグ。メジャーリーグ（MLB）の1つ下のAAA級であり、同じくAAA級であるインターナショナルリーグと並んでマイナーリーグの最上位チーム群を構成チームとしている。

## 概要

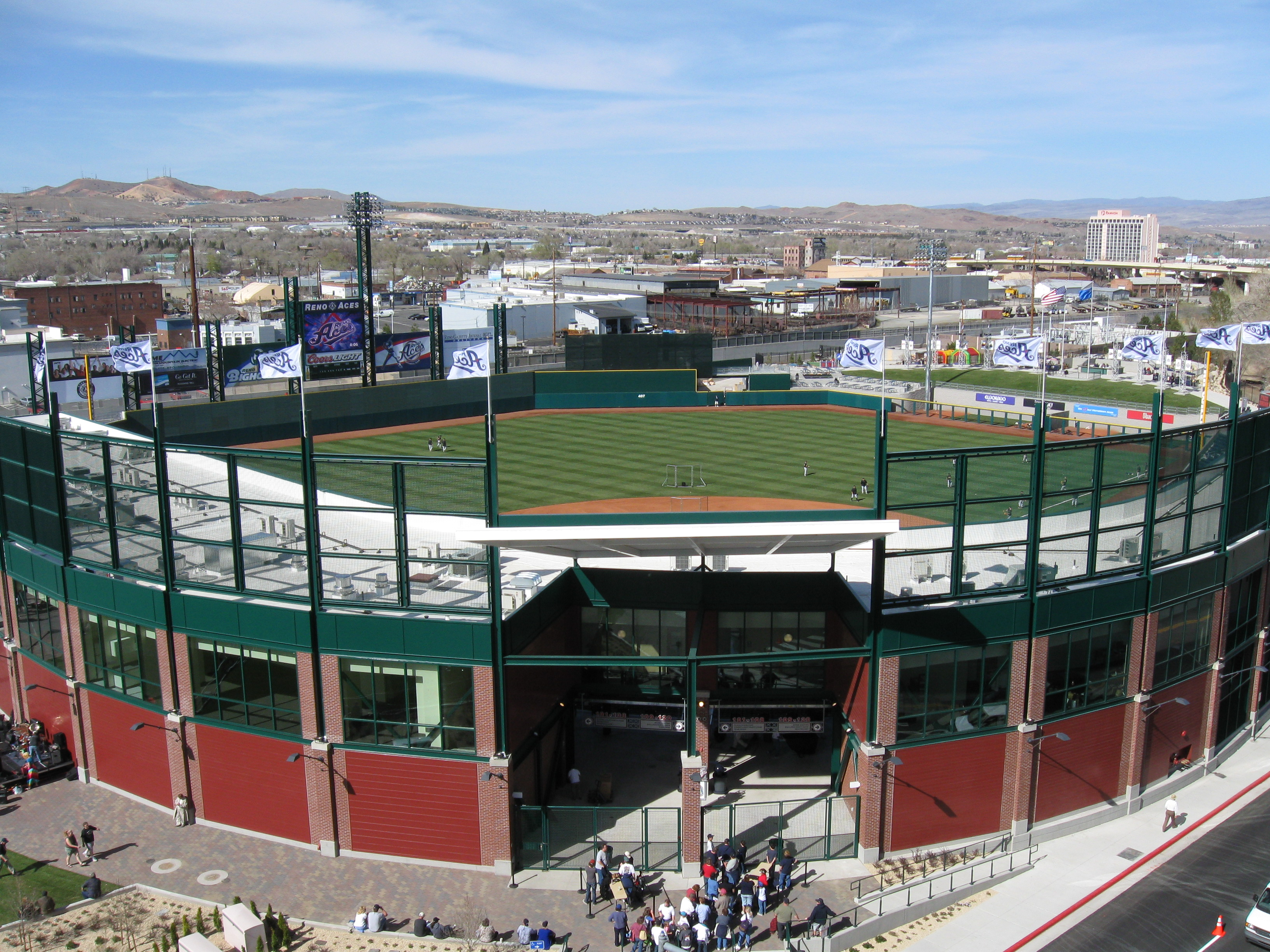
リノ・エーシズの本拠地エーシズ・ボールパーク。標高1300m超の乾燥地帯に位置し、北米有数の打者天国として知られる。

1903年に6球団で活動開始。
1946年にAAA級の格付けを与えられ、1952年にはAAA級を超えるグレードである「オープン」という分類を唯一与えられたリーグとなった。1958年に再びAAA級となり、1998年には16球団に拡張した。
2006年以降、プレーオフの勝者がインターナショナルリーグの王者と戦うAAAベースボールナショナルチャンピオンシップが行われている。
2019年までは、リーグはアメリカンとパシフィックの2つのカンファレンスに分かれ、各カンファレンスは更に北部と南部に各4球団ずつ分かれていた。
2020年は、新型コロナウイルスの感染拡大の影響により6月30日にシーズン中止が発表された
2021年シーズン開幕前に行われたマイナーリーグの改編に伴い、リーグは10球団に縮小され、リーグ名は「トリプルAウエスト」（Triple-A West）に変更となった。
2022年よりリーグ名が元の「パシフィックコーストリーグ」に戻された。

### 打者天国
標高の高いロッキー山脈周辺地域や乾燥地帯に本拠地を置いている球団が多いため、極めて打者有利（hitter friendly）のリーグとして知られる。特に、リノ、ラスベガス、コロラドスプリングス（2018年まで）、アルバカーキ、ソルトレイクシティ、エル・パソの6球場は顕著な打者天国として有名である。
2011年のリーグ平均打率は.286、OPSは.807で、防御率は5.13だった。東海岸のAAA級リーグであるインターナショナルリーグが平均打率.260、OPS.729、防御率4.03でメジャーリーグと同程度の水準にあるのに対し、パシフィックコーストリーグの打者優位は明らかである。
アメリカ合衆国の関係者やファンの間では、パシフィックコーストリーグでの打撃成績はある程度割引いて考慮すべきという見方が一般的になっている。

## 所属チーム
| 地区   | チーム                                                        | MLB提携チーム                  | 創設年 | 本拠地                                                              |
| ------ | ------------------------------------------------------------- | ------------------------------ | ------ | ------------------------------------------------------------------- |
| 東地区 | アルバカーキ・アイソトープス Albuquerque Isotopes             | コロラド・ロッキーズ           | 2003年 | ニューメキシコ州アルバカーキ アイソトープス・パーク                 |
| 東地区 | エルパソ・チワワズ El Paso Chihuahuas                         | サンディエゴ・パドレス         | 2014年 | テキサス州エルパソ サウスウェスト・ユニバーシティ・パーク           |
| 東地区 | オクラホマシティ・コメッツ Oklahoma City Comets               | ロサンゼルス・ドジャース       | 1962年 | オクラホマ州オクラホマシティ チカソー・ブリックタウン・ボールパーク |
| 東地区 | ラウンドロック・エクスプレス Round Rock Express               | テキサス・レンジャーズ         | 2000年 | テキサス州ラウンドロック ザ・デル・ダイアモンド                     |
| 東地区 | シュガーランド・スペースカウボーイズ Sugar Land Space Cowboys | ヒューストン・アストロズ       | 2012年 | テキサス州シュガーランド コンステレーション・フィールド             |
| 西地区 | ラスベガス・アビエイターズ Las Vegas Aviators                 | オークランド・アスレチックス   | 1983年 | ネバダ州サマーリンサウス ラスベガス・ボールパーク                   |
| 西地区 | リノ・エーシズ Reno Aces                                      | アリゾナ・ダイヤモンドバックス | 2009年 | ネバダ州リノ グレーター・ネバダ・フィールド                         |
| 西地区 | サクラメント・リバーキャッツ Sacramento River Cats            | サンフランシスコ・ジャイアンツ | 2000年 | カリフォルニア州ウェストサクラメント サターヘルス・パーク           |
| 西地区 | ソルトレイク・ビーズ Salt Lake Bees                           | ロサンゼルス・エンゼルス       | 1994年 | ユタ州ソルトレイクシティ スミスズ・ボールパーク                     |
| 西地区 | タコマ・レイニアーズ Tacoma Rainiers                          | シアトル・マリナーズ           | 1960年 | ワシントン州タコマ チェニー・スタジアム                             |